# Извечным путём
«Извечным путём» (бел. Адвечным шляхам) — философское эссе Игната Абдираловича, написанное им в 1921 году в Вильно, в котором автор раскрывает глубокий драматизм исторической судьбы белорусов, их непреодолимое стремление сохранить независимость своего духа.

## Появление и история печати
- В 1921 году впервые было издано в Вильно небольшим тиражом, около шестидесяти лет пролежало в хранилищах спецфондов.
- В 1988 году — текст был напечатан в переводе на русский язык в журнале «Нёман» и в газете «Супольнасць» (№ 4-5, 1988)
- В 1989 году — второе издание выполнила самиздатовская «Супольнасць»[1]
- В 1990 году — напечатан полный текст в сборнике «Вобраз-90»
- В 1993 году — издательство Академии наук Беларуси «Наука и техника» выпустило 4-е издание с предисловием Сергея Дубовца.
- В 2007 году — парафия святого Кириллы Туровского Белорусской автокефальной православной церкви выпустила 5-е издание во Львове с сохранением особенностей[каких?] оригинала
- В 2021 году, специально к 100-летию издания, эссе переиздали в серии Gradus издательства «Зьміцер Колас» с сохранением особенностей оригинала. В книге также содержатся все известные на сегодня стихи Игната Кончевского.

## Предпосылки возникновения текста
Время изменения парадигмы в европейском мышлении в начале XX века совпало с политическими и социальными преобразованиями в Беларуси, где в этот период происходит формирование собственной идентичности, проявляемое в культуре белорусским национальным движением, а в политике — стремлением к обретению независимого государства.
Дух времени, отмеченного «переоценкой ценностей» (термин Ницше) и отрицанием классических подходов в мышлении, не мог не повлиять на белорусских философов, в том числе и на Игната Обдираловича.
Это время большой интеллектуальной и социальной активности. На фоне политических переворотов (Революции 1905 и 1917 годов), Первой мировой и гражданских войн в Беларуси образуются определённые интеллектуальные круги, происходит развитие литературы, науки и искусства. В 1918 году группа белорусских интеллектуалов во главе с Антоном Луцкевичем образуют Белорусскую Народную Республику, которая, правда, просуществовала недолго и не была признана ни немецким, ни российским правительствами. Но это событие повлияло на дальнейшее решение вопроса белорусской государственности, и в 1919 году была образована Белорусская Советская Социалистическая Республика.

## Жанр и структура текста
Текст Игната Обдираловича «Извечным путём» является художественным по своей формы (метафоричность, большое количество эмоционально окрашенной лексики, повествовательная интонация) и философским по содержанию, что позволяет определять его, из принадлежности к жанру, как философское эссе.
Но, несмотря на художественность и образность, текст имеет достаточно четкую структуру и состоит из:
- Названия — Извечным путём
- Подзаголовка — Исследования белорусского мировоззрения
- Эпиграфа посвящения — очерчивается время возникновения текста и его контекст, а именно время переоценки ценностей
- Краткое вступление
- Часть первая — Беларусь между Западом и Востоком — посвященный белорусской идентичности в системе Запад — Восток. Причём Беларусь представляется как граница между Востоком и Западом. Автор рассматривает историю колебаний белорусов между Востоком и Западом и дает четкие характеристики обоих. Целью разделения было определить тогдашнюю белорусскую ситуацию и сформулировать причины размытости белорусского идентичности
- Часть вторая — Форма как механизм подчинения — посвящена анализу формы, которая выступает как средство подчинения белорусской культуры. История Европы кажется Обдираловичу историей установления тех или иных форм жизни и их упадка. Он размышляет над причинами стойкости мертвых, несоответствующих жизненным потребностям, форм и предлагает свою идею текучей формы
- Часть третья — Творчество — автор наблюдает творчество, как космическую силу и как жизненное основание, а также очерчивает необходимость социального творчества. Обдиралович анализирует современные ему политические движения в контексте принципа социального творчества и делает вывод о несоответствии их этому принципу
- Часть четвертая — предстает как обобщение, в котором автор утверждает о необходимости поиска непринудительных форм жизни ради осуществления идеала социального творчества и решения проблемы белорусской идентичности.

В начале каждой из частей — основные тезисы.

## Проблематика текста
В философском эссе «Извечным путём» автор раскрыл драматизм исторической судьбы белорусов, их стремление сохранить независимость своего духа. Главной целью народа считал он государственную независимость, рассматривал её как общечеловеческий идеал. Одним из главных препятствий он считал бюрократическую систему государства и дух «канцелярии». Цивилизованный путь решения общественных проблем видел в свободном творчестве, непринудительных формах социального объединения людей, в выборе «третьего, крестьянско-ремесленного пути свободных братств и коопераций — между диким капитализмом и тираническим социализмом».
Обдиралович утверждал, что
колебания между Западом и Востоком и искренняя непринадлежность ни к одному, ни к другому является основным признаком истории белорусского народа
Причём, по его мнению, белорусский народ не создал выразительной культуры по причине того, что в его истории была
большая трагедия народного духа, которую выпало  пережить только двум-трём европейским народам, Беларусь с X века и до сих пор фактически является полем борьбы двух направлений европейской, вернее арийской, культуры — восточного и западного ...